# Erwin Rousselle
Erwin Wilhelm Friedrich Arthur Rousselle (* 8. April 1890 in Hanau; † 11. Juni 1949 in Eschenlohe) war ein deutscher Sinologe und Freimaurer, der bedeutende Beiträge insbesondere im Bereich der Buddhismuskunde und des lebendigen Daoismus leistete.

## Leben
Erwin Rousselle wurde als Sohn des Bergingenieurs und Basaltwerkbesitzers Friedrich Jakob Rousselle (1860–1949) und seiner Frau Eugenie (geb. Zichner, 1861–1950) in eine hugenottische Familie geboren.
Nach dem Abitur am Königlichen Gymnasium Hanau (1909) studierte er an den Universitäten München (1909–1910), Heidelberg (1910–1911 und 1915–1919), Freiburg im Breisgau (1912–1913) und Berlin (1913–1915) mit dem Schwerpunkt Orientalistik (Semitistik, Iranistik und Indologie). An der Universität Heidelberg wurde er 1916 zum Thema Der Tosephtatraktat Pesachim (Text, Übersetzung, Erklärung) nebst einer historisch-kritischen Einführung in Philosophie und folgend 1921 in Rechtswissenschaft promoviert. Er studierte bei Friedrich Ernst August Krause (1879–1942), dem ersten Sinologen in Heidelberg, und Max Walleser, der 1928 in Heidelberg ein buddhologisches Institut eröffnete. Bei Baron Alexander von Staël-Holstein lernte er Tibetisch. 1923 habilitierte Rousselle sich für Vergleichende Philosophie des Morgen- und Abendlandes an der Technischen Hochschule Darmstadt. Über Hermann Keyserlings „Schule der Weisheit“ und den Eranos-Kreis, wo er Vorträge hielt, kam es zu ersten interdisziplinären Zusammenarbeiten u. a. mit C.G. Jung, Heinrich Zimmer und Rabindranath Tagore.
„Von 1924 bis 1929 lehrte Erwin Rousselle in China als Professor für Deutsche Philosophie an der Chinesischen Reichs-Universität, als Gastprofessor für Vergleichende Linguistik an der Tsing-Hua-Universität und war Direktor des Sino-Indian-Instituts an der Yenching-Universität. Neben Richard Wilhelm war er wohl der einzige Europäer, der eine lebendige daoistische Übertragung bis zu deren Realisierung erfahren durfte.“ (Franz Peschke, 2017)
1930 kehrte er als Privatdozent, diesmal für Philosophie und Soziologie Asiens, an die Technischen Hochschule Darmstadt zurück. 1931 wurde er als Nachfolger des 1930 verstorbenen Richard Wilhelm Direktor des China-Instituts Frankfurt und Dozent für Sinologie und Buddhologie an der Universität Frankfurt. Nach einer diesbezüglichen Habilitation (1933) wurde er 1935 außerordentlicher Professor an der Universität Frankfurt. Die „Richard-Wilhelm-Professur“ und das China-Institut waren jedoch auf Stiftungsgelder und private Mäzen angewiesen, was nach der Machtergreifung der Nationalsozialisten 1933 und dann dem Beginn des Zweiten Weltkrieges verstärkte finanzielle Schwierigkeiten mit sich brachte, denen Rousselle viel Zeit widmen musste. Bis 1942 gelang ihm noch die weitere – zwar verringerte – Herausgabe der Sinica. Zeitschrift für Chinakunde und Chinaforschung, in der schon früher viele seiner Beiträge erschienen waren.
„Ein zweiter Chinaaufenthalt (1938–1940) führte ihn ins Innere des Landes (u. a. Begegnung mit Thubten Chökyi Nyima, dem 6. Panchen Lama)“ und sollte die hauptsächlich von ihm aufgebaute Sammlung des China-Institutes erweitern. „Nach Deutschland zurückgekehrt, wurden ihm als NS-Regimekritiker sukzessiv die Professur versagt, Redeverbot erteilt und die Leitung des China-Instituts entzogen.“ Rousselles Nachfolger wurde 1942 (de facto Januar 1943) Carl Philipp Hentze, protegiert vom Reichsministerium und der NSDAP-Gauleitung (Jakob Sprenger).
Nach dem Ende des Zweiten Weltkriegs wurde Adolf Ellegard Jensen kommissarischer Leiter des China-Instituts, vom Mai 1948 bis zu seinem Tod wiederum nur kommissarisch Rousselle. Bei der offiziellen Neubesetzung der Leitung des China-Instituts und der Professur für Sinologie galt Hentze aufgrund der Umstände seines Amtsantritts als politisch belastet. Dennoch bewarb sich Hentze ebenso wie Rousselle, wodurch es zu Streitigkeiten zwischen beiden kam. Da Rousselle 1949 verstarb, behielt Hentze die „entpflichtete“ Professur noch bis 1954/55. Jensen übernahm bis 1960 erneut die kommissarische, nur nominelle Leitung des China-Institutes.
Erwin Rousselle war Mitglied der Freimaurerloge „Zum flammenden Schwert“ in Darmstadt, die der Großen Landesloge der Freimaurer von Deutschland angehört, und darüber auch mit Karl Bernhard Ritter bekannt. Er wirkte außerdem als Diakon im Konsistorium der Französisch-reformierten Gemeinde in Frankfurt am Main.

## Würdigung
Erwin Rousselle war neben seinen wissenschaftlichen Arbeiten ein praktizierender Mystiker, der nicht nur in der buddhistischen und daoistischen Welt verkehrte, sondern auch u. a. als Diakon für ein positives Christentum von ökumenischer Breite und universalistischer Weite aktiv warb. Sein Leben war durch lebendige Gotteserfahrung geprägt, die ihn für ein gegenseitiges Verständnis aller Religionen auf Erden eintreten ließ.

## Werke
Viele Schriften und Artikel wurden in Der Weg zur Vollendung, Sinica, Eranos veröffentlicht.
- Historisch-kritische Einführung in den Tosephtatraktat Pesachim. Verlag Albert Hille, Dresden, 1916 [Teilabdruck der Dissertation]
- Das Mysterium der Wandlung. Der Weg zur Vollendung in den Weltreligionen. Otto Reichl Verlag, Darmstadt 1923.
- Vom Sinn der buddhistischen Bildwerke in China. Mit einem Nachwort von Dietrich Seckel. Wissenschaftliche Buchgesellschaft, Darmstadt 1958. (Nachdruck aus der Sinica 1931–35)
- Lau-Dse: Führung und Kraft aus der Ewigkeit (Dau-Dö-Ging). Insel Verlag, Leipzig 1942 (Insel Bücherei 253).[19]
- Lau-Dsis Weg durch Seele, Geschichte und Welt. Hrsg. und mit einem Nachwort von Walter Haug. E. Keimer Verlag, München-Neubiberg 1973.[20]
- Zur seelischen Führung im Taoismus. Ausgewählte Aufsätze. Wissenschaftliche Buchgesellschaft, Darmstadt 1962.
- Kleine Schriften. Teil 1: Buddhistische Studien. Schmitt-Rousselle, Aschaffenburg 2011.
- Kleine Schriften. Teil 2: Daoistische Studien. Schmitt-Rousselle, Aschaffenburg 2015.

Einige Arbeiten Rousselles sind posthum erschienen, andere werden posthum neu aufgelegt.

## Belege
1. ↑  https://www.maison-rousselle.de/1-maison/0_laFamille.html#G6
2. ↑  „Bei ihm studierten unter anderem der spätere Widerstandskämpfer Philipp Schaeffer (1894–1943), die berühmte Schriftstellerin Netty Reiling (Anna Seghers, 1900–1983) und der Religionswissenschaftler Erwin Rousselle (1890–1949), der Anfang der dreißiger Jahre Nachfolger Richard Wilhelms in Frankfurt wurde.“ Franz Peschke (2017), S. 268.
3. ↑  Franz Peschke (2017), S. 1054
4. ↑  Aus einem Brief an Prof. Alfred Forke in Hamburg v. 16.12.1930, zitiert nach Thomas Kampen „Ein vergessener Heidelberger Sinologiestudent“  –  In: SHAN-Newsletter November 2021 Nr. 109  https://www.zo.uni-heidelberg.de/sinologie/shan/nl-archiv/2021_NL109_5.html
5. ↑  Siehe Schule der Weisheit | Institut für Praxis der Philosophie e.V. Darmstadt (IPPh) (ipph-darmstadt.de)
6. ↑  https://wiki.yoga-vidya.de/Eranos_Tagung
7. ↑  Franz Peschke (2017), S. 1056.
8. ↑  Jüdische und andere Unterstützer emigrierten oder wurden auf Forderung des Rektors der Universität Frankfurt ausgeschlossen. Vgl. Dorothea Wippermann (2020), S. 241–242.
9. ↑  Franz Peschke (2017), S. 1056
10. ↑  https://www.frankfurt1933-1945.de/beitraege/wissenschaft/beitrag/die-saeuberung-der-philosophischen-fakultaet-der-universitaet
11. ↑  Zitat aus Franz Peschke (2017), S. 1056
12. ↑  Ende März 1940 „auf Veranlassung der Gauleitung“ Entzug der Lehrbefugnis, „Institutsvorstand und Stadt Frankfurt wollten zwar an Rousselle festhalten, konnten sich aber nicht durchsetzen.“ Dorothea Wippermann (2020), S. 244. Ab „Januar 1943 erhielt er Redeverbot von der Gauleitung“, ebenda, S. 246
13. ↑  Zur Haltung Rousselles vgl. seine „Sylvester-Ansprache 1940/41“, die auch in der Zeitschrift Sinica (Jg. 1940, H. 4–6) veröffentlicht wurde und statt der damals allgemein üblichen nationalsozialistischen Ergebenheitsbekundungen und Kriegsbefürwortung (gemäß der medialen „Gleichschaltung“) folgende Passagen enthielt: „Eine Welt ist durch diesen Krieg aufgerüttelt und endgültig geweckt worden, und niemand weiß, was die verwandelnden Kräfte des Krieges als des Vaters aller Dinge – auch auf politischem und wirtschaftlichem Gebiet – noch bewirken werden. Jeder Krieg der Völker läßt, wie die Geschichte uns lehrt, die entgegengesetzten Seiten, die beiden Anlitze des menschlichen Lebens mit der Deutlichkeit Shakespearscher Erkenntnis einander gegenübertreten. Der Krieg gibt Gelegenheit, daß jeder Einzelne Einsatzbereitschaft, Tapferkeit, Haltung, Größe zeige, aber er gibt auch Gelegenheit, daß Egoismus, Feigheit, Verblendung und Erbärmlichkeit ihr Anlitz entschleiern – und alles dies vielleicht in ein- und demselben Menschen! Menschenliebe und Menschenverachtung werden in dem Betrachter in gleicher Weise erregt.“ (S. 309) „Die Stadt, aus der die Flammen des Wahnsinns schlagen, das ist unsere eigene Existenz, soweit sie den Sinnen verhaftet ist, denn das Auge, das Ohr und alle Sinne brennen im Wahnsinn des Verhaftetseins und der Abhängigkeit von der Sinnenwelt […]. Aber der Sprung aus der brennenden Stadt, aus dem wahnsinnigen Leben, das ist der Sprung in die Freiheit. Das ist der Entschluß zur Souveränität des Geistes im eigentlichen Sinne über das Schicksal, über sich selbst, über Abhängigkeit und Verstrickung, über Tod und Verwesung.“ (S. 316)
14. ↑  Dorothea Wippermann (2020), S. 244. (Der von Goethe-Universität – Fachbereich Sinologie: Geschichte – Zerrüttung zwischen Rousselle und Hentze aufgerufene Beleg (2013) „Mit Kriegsende sollte die Leitung des Instituts und die Professur neu besetzt werden. Dabei kam es zum Streit zwischen Hentze und Rousselle, die beide Ansprüche geltend machten. Hentze galt aufgrund der Umstände seines Amtsantritts während des Krieges als politisch belastet, da er der Universität auf Drängen des damaligen Gauleiters aufgenötigt worden sein soll. Außerdem kam er auch aus Altersgründen nicht mehr in Frage.“ wurde inzwischen dort entfernt.)
15. ↑  Siehe auch Knut Walf (2009), S. 269–270
16. ↑  Goethe-Universität – Fachbereich Sinologie: Geschichte – Wiederaufbau nach dem Zweiten Weltkrieg
17. ↑  Dorothea Wippermann (2020), S. 246–247
18. ↑  Zur Loge Zum flammenden Schwert
19. ↑  Dies war innerhalb der Insel-Bücherei bereits der dritte Titel mit der Nr. 253. Ab 1946 neu aufgelegt im Insel Verlag Wiesbaden, 1985 in Frankfurt am Main als Insel Taschenbuch 849; dann 1995 als Insel-Clip 7 und 2002 als Insel Taschenbuch unter dem Titel „Lao-tse: Tao-te-king“.
20. ↑  Rekonstruierte Fassung des Lau-Dse-Kommentares, mit z. T. etwas abweichender Übersetzung des „Dau-Dö-Ging“ (Daodejing). Neuauflage 1987 als suhrkamp taschenbuch 1392, Suhrkamp Verlag, Frankfurt am Main.

| Personendaten    | Personendaten                                                  |
| ---------------- | -------------------------------------------------------------- |
| NAME             | Rousselle, Erwin                                               |
| ALTERNATIVNAMEN  | Rousselle, Erwin Wilhelm Friedrich Arthur (vollständiger Name) |
| KURZBESCHREIBUNG | deutscher Sinologe                                             |
| GEBURTSDATUM     | 8. April 1890                                                  |
| GEBURTSORT       | Hanau                                                          |
| STERBEDATUM      | 11. Juni 1949                                                  |
| STERBEORT        | Eschenlohe                                                     |